# Solivella
Solivella är en kommun i Spanien.   Den ligger i provinsen Província de Tarragona och regionen Katalonien, i den östra delen av landet, 400 km öster om huvudstaden Madrid. Antalet invånare är 660. Arean är 21,4 kvadratkilometer. Solivella gränsar till Passanant i Belltall, Forès, Sarral, Barberà de la Conca, Pira, Blancafort och Vallbona de les Monges. 
Terrängen i Solivella är platt söderut, men norrut är den kuperad.